# Khalifa Jabbie
Khalifa Jabbie (ur. 20 stycznia 1993) – sierraleoński piłkarz występujący na pozycji pomocnika. Zawodnik klubu Sheriff Tyraspol.

## Kariera klubowa
Jabbie karierę rozpoczynał w 2009 roku w zespole Kallon FC. W 2011 roku podpisał kontrakt z norweskim klubem Fredrikstad FK z Tippeligaen. Zadebiutował tam 21 marca 2011 roku w wygranym 2:1 pojedynku z Aalesunds FK. 18 kwietnia 2011 roku w wygranym 2:0 spotkaniu z Rosenborgiem strzelił pierwszego gola w Tippeligaen.
W sezonie 2014/2015 Jabbie grał w Balıkesirsporze, a latem 2015 trafił do Sheriffa Tyraspol.

## Kariera reprezentacyjna
W reprezentacji Sierra Leone Jabbie zadebiutował w 2011 roku.